# Light novel di Code Geass
Le light novel di Code Geass appartengono a varie serie. Due serie di light novel, ispirate rispettivamente alla prima e alla seconda serie animata e con i loro stessi titoli, sono state scritte da Mamoru Iwasa e serializzate sulla rivista The Sneaker, pubblicata da Kadokawa Shoten. La prima è stata poi pubblicata in cinque volumi fra il 28 aprile 2007 ed il 1º marzo 2008. Il primo volume è contrassegnato con il numero 0 perché si tratta di un prologo, ambientato nel periodo in cui Lelouch, Suzaku e Nunnally erano bambini. La seconda serie è stata pubblicata in quattro volumi tra il 1º giugno 2008 ed il 1º marzo 2009. Anche nelle light novel, come per gli episodi dell'anime, è usata la dicitura "stage" prima del numero per i volumi della prima serie e la dicitura "turn" per quelli della seconda serie.
Una light novel incentrata su Kallen, intitolata Code Geass - Hangyaku no Lelouch - Shu no kiseki (コードギアス 反逆のルルーシュ 朱の軌跡?, Kōdo Giasu - Hangyaku no Rurūshu - Shu no kiseki, lett. "Code Geass: Lelouch of the Rebellion - Tracce rosse"), è stata pubblicata il 1º aprile 2008.

## Lista volumi

### Code Geass - Hangyaku no Lelouch

#### Primo capitolo
| Nº | Titolo italiano Giapponese 「Kanji」 - Rōmaji | Data di prima pubblicazione              | Data di prima pubblicazione |
| Nº | Titolo italiano Giapponese 「Kanji」 - Rōmaji | Giapponese                               | Italiano                    |
| 1  | Code Geass: Hangyaku no Lelouch STAGE-0- ENTRANCE 「コードギアス 反逆のルルーシュ STAGE-0- ENTRANCE」 - Kōdo Giasu - Hangyaku no Rurūshu STAGE-0- ENTRANCE | 28 aprile 2007 ISBN 978-4-04-422307-6    | -                           |
| 2  | Code Geass: Hangyaku no Lelouch STAGE-1- SHADOW 「コードギアス 反逆のルルーシュ STAGE-1- SHADOW」 - Kōdo Giasu - Hangyaku no Rurūshu STAGE-1- SHADOW       | 30 giugno 2007 ISBN 978-4-04-422308-3    | -                           |
| 3  | Code Geass: Hangyaku no Lelouch STAGE-2- KNIGHT 「コードギアス 反逆のルルーシュ STAGE-2- KNIGHT」 - Kōdo Giasu - Hangyaku no Rurūshu STAGE-2- KNIGHT       | 29 settembre 2007 ISBN 978-4-04-422309-0 | -                           |
| 4  | Code Geass: Hangyaku no Lelouch STAGE-3- SWORD 「コードギアス 反逆のルルーシュ STAGE-3- SWORD」 - Kōdo Giasu - Hangyaku no Rurūshu STAGE-3- SWORD          | 28 dicembre 2007 ISBN 978-4-04-422310-6  | -                           |
| 5  | Code Geass: Hangyaku no Lelouch STAGE-4- ZERO 「コードギアス 反逆のルルーシュ STAGE-4- ZERO」 - Kōdo Giasu - Hangyaku no Rurūshu STAGE-4- ZERO             | 29 febbraio 2007 ISBN 978-4-04-422311-3  | -                           |

#### Secondo capitolo
| Nº | Titolo italiano Giapponese 「Kanji」 - Rōmaji                                                                                        | Data di prima pubblicazione             | Data di prima pubblicazione |
| Nº | Titolo italiano Giapponese 「Kanji」 - Rōmaji                                                                                        | Giapponese                              | Italiano                    |
| 1  | Code Geass: Hangyaku no Lelouch R2 TURN-1- 「コードギアス 反逆のルルーシュR2 TURN-1-」 - Kōdo Giasu - Hangyaku no Rurūshu R2 TURN-1- | 31 maggio 2008 ISBN 978-4-04-422313-7   | -                           |
| 2  | Code Geass: Hangyaku no Lelouch R2 TURN-2- 「コードギアス 反逆のルルーシュR2 TURN-2-」 - Kōdo Giasu - Hangyaku no Rurūshu R2 TURN-2- | 30 agosto 2008 ISBN 978-4-04-422314-4   | -                           |
| 3  | Code Geass: Hangyaku no Lelouch R2 TURN-3- 「コードギアス 反逆のルルーシュR2 TURN-3-」 - Kōdo Giasu - Hangyaku no Rurūshu R2 TURN-3- | 29 novembre 2008 ISBN 978-4-04-422316-8 | -                           |
| 4  | Code Geass: Hangyaku no Lelouch R2 TURN-4- 「コードギアス 反逆のルルーシュR2 TURN-4-」 - Kōdo Giasu - Hangyaku no Rurūshu R2 TURN-4- | 28 febbraio 2009 ISBN 978-4-04-422320-5 | -                           |

### Code Geass: Akito the Exiled
| Nº | Titolo italiano Giapponese 「Kanji」 - Rōmaji                                                   | Data di prima pubblicazione            | Data di prima pubblicazione |
| Nº | Titolo italiano Giapponese 「Kanji」 - Rōmaji                                                   | Giapponese                             | Italiano                    |
| 1  | Code Geass: Akito the Exiled 1 「コードギアス 亡国のアキト 1」 - Kōdo Giasu - Bōkoku no Akito 1 | 6 luglio 2013 ISBN 978-4-04-120775-8   | -                           |
| 2  | Code Geass: Akito the Exiled 2 「コードギアス 亡国のアキト 2」 - Kōdo Giasu - Bōkoku no Akito 2 | 6 dicembre 2013 ISBN 978-4-04-120939-4 | -                           |